# Derby de Béjaïa
Le derby de Béjaïa ou le derby de la Soummam est le match opposant les deux clubs emblématiques de la ville de Béjaïa. Ces deux équipes sont le Mouloudia Olympique de Béjaia (MOB) et la Jeunesse Sportive Medinat Béjaïa (les rouges). Les deux clubs de la ville évoluent dans le même stade: Stade de l'Unité maghrébine.
Ce derby n'a lieu en Division 1 que durant la saison 2013-2014, le MOB n'ayant jamais accédé à ce palier auparavant, alors que la JSMB, y joue depuis la saison 1998-1999.
Durant les saisons 2004-2005 et 2005-2006, les deux équipes se sont affrontées en Division 2, en aller-retour dans le stade de l'Unité maghrébine, en fin de saison 2005-2006, la JSMB revient en Division 1.

## Une rivalité historique
Le derby de la Soummam (souvent surnommé Derby de la Colère) soulève souvent les passions au sein de la population de la ville bien plus que les supporteurs des deux clubs . La rivalité sportive des deux clubs prends naissance avec l'avènement du deuxième club emblématique de la ville: le MOB créé en 1954. Les deux clubs focalisent les passions sportives de deux populations distinctes de la ville, la JSMB avec la haute ville de Béjaia (La ville historique) et le MOB avec le sud de la ville ainsi que la banlieue proche.
Le derby fait parfois l'objet de fortes altercations entre les groupes de supporteurs, même si a de nombreuses reprises, les groupes se sont souvent unis pour la même cause.

### Historique des confrontations
Depuis la création du club en 1936, la JSMB représentais seule la ville de Béjaia dans le mouvement sportif algérien au niveau national; le club phare de la Soummam qui a été créé exclusivement par les Musulmans d’Algérie avait pour but d'incarner le militantisme sportif du mouvement national pour l'indépendance de l'Algérie; en effet, les couleurs de la JSMB représentaient à l’époque celle du drapeau du nationalisme algérien : le vert et le rouge.
L’ensemble des résultats entre les deux équipes depuis la création du MOB en 1954, ainsi les derbys à l’époque se jouait au stade Salah-Benalouache; ancien joueur de la JSMB, mort au combat durant la Guerre d'Algérie.
| # | Saison    | Date             | Champ.                       | Rencontre              | Rés.  | Buteur(s) de la JSM Béjaïa                     | Buteur(s) du MO Béjaïa             | Réf.    |
| --- | --------- | ---------------- | ---------------------------- | ---------------------- | ----- | ---------------------------------------------- | ---------------------------------- | ------- |
| 1 | 1954-55   | 19 décembre 1954 | Première Division            | MO Béjaïa - JSM Béjaïa | 3 - 1 |                                                |                                    | Rapport |
| 2 | 1954-55   | 27 mars 1955     | Première Division            | JSM Béjaïa - MO Béjaïa | 2 - 0 |                                                |                                    |         |
| 3 | 1962-63   |                  | Critérium d'Honneur 1962-63  | JSM Béjaïa - MO Béjaïa | 5 - 2 | Addour , Ould Ali , Zidane Mahmoud , Assef 74e | Benai 48e, Kenane 51e              |         |
| 4 | 1962-63   |                  | Critérium d'Honneur 1962-63  | MO Béjaïa - JSM Béjaïa | 0 - 2 |                                                |                                    |         |
| 5 | 1963-64   |                  | Division Pré-Honneur 1963-64 | MO Béjaïa - JSM Béjaïa | 1 - 2 |                                                |                                    |         |
| 6 | 1963-64   |                  | Division Pré-Honneur 1963-64 | JSM Béjaïa - MO Béjaïa | 0 - 0 |                                                |                                    |         |
| 7 | 1964-65   |                  | Division d'Honneur 1964-65   | MO Béjaïa - JSM Béjaïa | 2 - 0 |                                                |                                    |         |
| 8 | 1964-65   |                  | Division d'Honneur 1964-65   | JSM Béjaïa - MO Béjaïa | 3 - 1 |                                                |                                    |         |
| 9 | 1966-67   |                  | Division 4 1966-1967         | MO Béjaïa - JSM Béjaïa | 1 - 0 |                                                |                                    |         |
| 10 | 1966-67   |                  | Division 4 1966-1967         | JSM Béjaïa - MO Béjaïa | 1 - 0 |                                                |                                    |         |
| 11 | 1976-77   |                  | Division 3 1976-1977         | MO Béjaïa - JSM Béjaïa | 0 - 0 |                                                |                                    |         |
| 12 | 1976-77   |                  | Division 3 1976-1977         | JSM Béjaïa - MO Béjaïa | 0 - 3 | Défaite JSMB sur tapis vert 0-3                |                                    |         |
| De la saison 1977-1978 à 1989-1990, le Mechâal Baladiat Béjaïa remplace le MOB et la JSMB qui conserveront leurs statuts respectifs et leurs dates de création. |           |                  |                              |                        |       |                                                |                                    |         |
| 13 | 1990-91   |                  | Division 3 1990-91           | MO Béjaïa - JSM Béjaïa | 0 - 1 |                                                |                                    |         |
| 14 | 1990-91   |                  | Division 3 1990-91           | JSM Béjaïa - MO Béjaïa | 2 - 0 |                                                |                                    |         |
| 15 | 1991-92   |                  | Division 3 1991-92           | JSM Béjaïa - MO Béjaïa | 1 - 0 |                                                |                                    |         |
| 16 | 1991-92   |                  | Division 3 1991-92           | MO Béjaïa - JSM Béjaïa | 0 - 0 |                                                |                                    |         |
| 17 | 1992-93   |                  | Division 3 1992-93           | MO Béjaïa - JSM Béjaïa | 1 - 1 |                                                |                                    |         |
| 18 | 1992-93   |                  | Division 3 1992-93           | JSM Béjaïa - MO Béjaïa | 1 - 0 |                                                |                                    |         |
| 19 | 1993-94   |                  | Division 3 1993-94           | JSM Béjaïa - MO Béjaïa | 0 - 0 |                                                |                                    |         |
| 20 | 1993-94   |                  | Division 3 1993-94           | MO Béjaïa - JSM Béjaïa | 0 - 1 |                                                |                                    |         |
| 21 | 1994-95   |                  | Division 3 1994-95           | JSM Béjaïa - MO Béjaïa | 2 - 1 |                                                |                                    |         |
| 22 | 1994-95   |                  | Division 3 1994-95           | MO Béjaïa - JSM Béjaïa | 0 - 1 |                                                |                                    |         |
| 23 | 1995-96   |                  | Division 3 1995-96           | MO Béjaïa - JSM Béjaïa | 0 - 0 | -                                              | -                                  |         |
| 24 | 1995-96   |                  | Division 3 1995-96           | JSM Béjaïa - MO Béjaïa | 0 - 0 | -                                              | -                                  |         |
| 25 | 2004-05   | 22 octobre 2004  | Division 2 2004-05           | JSM Béjaïa - MO Béjaïa | 2 - 0 | Drali 8e, Hellal 45e                           | -                                  |         |
| 26 | 2004-05   | 28 mars 2005     | Division 2 2004-05           | MO Béjaïa - JSM Béjaïa | 0 - 0 | -                                              | -                                  |         |
| 27 | 2005-06   | 24 octobre 2005  | Division 2 2005-06           | MO Béjaïa - JSM Béjaïa | 1 - 0 | -                                              | Deghiche 65e                       |         |
| 28 | 2005-06   | 17 octobre 2006  | Division 2 2005-06           | JSM Béjaïa - MO Béjaïa | 1 - 0 | Hellal 70e (pen.)                              | -                                  |         |
| 29 | 2013-14   | 25 octobre 2013  | Ligue 1 2013-14              | JSM Béjaïa - MO Béjaïa | 0 - 0 | -                                              | -                                  |         |
| 30 | 2013-14   | 22 mars 2014     | Ligue 1 2013-14              | MO Béjaïa - JSM Béjaïa | 0 - 1 | Tatem 77e                                      | -                                  |         |
| 31 | 2017-18   | 7 novembre 2017  | Ligue 2 2017-18              | MO Béjaïa - JSM Béjaïa | 2 - 0 | -                                              | 7', Belkacemi 22e, Noubli 67e, 90' |         |
| 32 | 2017-18   | 7 avril 2018     | Ligue 2 2017-18              | JSM Béjaïa - MO Béjaïa | 0 - 2 | -                                              | Kadri 22e 49e                      |         |
| 33 | 2019-20   | 13 janvier 2020  | Ligue 2 2019-20              | MO Béjaïa - JSM Béjaïa | 2 - 3 | Zenasni 12e, Ghanem 38e (pen.) 72e             | Gharbi 57e, Allam 79e              |         |
| 34 | 2019-20   | 13 mars 2020     | Ligue 2 2019-20              | JSM Béjaïa - MO Béjaïa | 0 - 2 | -                                              | Boussalem 5e, Soltane 15e          |         |
| 35 | 2020-21   | 13 février 2021  | Ligue 2 2020-21              | MO Béjaïa - JSM Béjaïa | 0 - 0 |                                                |                                    |         |
| 36 | 2020-21   | 17 avril 2021    | Ligue 2 2020-21              | JSM Béjaïa - MO Béjaïa | 1 - 0 | Bellalem 73e (csc)                             | -                                  |         |
| 37 | 2021-22   | 5 novembre 2021  | Ligue 2 2021-22              | MO Béjaïa - JSM Béjaïa | 1 - 1 | Benmansour 5e (pen.)                           | Bahri 18e                          |         |
| 38 | 2021-22   | 19 février 2022  | Ligue 2 2021-22              | JSM Béjaïa - MO Béjaïa | 1 - 2 | Benfoula 45+1e                                 | Ghanem 11e 49e                     |         |
| 39 | 2022-2023 | 7 janvier 2023   | Inter-régions 2022-2023      | MO Béjaïa - JSM Béjaïa | 1 - 1 | ?                                              | Talbi 41e                          |         |
| 40 | 2022-2023 | 21 mai 2023      | Inter-régions 2022-2023      | JSM Béjaïa - MO Béjaïa | 0 - 0 |                                                |                                    |         |
| 41 | 2023-2024 | 9 février 2024   | Inter-régions 2023-2024      | JSM Béjaïa - MO Béjaïa | 0 - 1 |                                                | Islam Bendif 83e (pen.)            |         |
| 42 | 2023-2024 | 25 mai 2024      | Inter-régions 2023-2024      | MO Béjaïa - JSM Béjaïa | 1 - 0 |                                                | Issaad 55e                         |         |
| 43 | 2024-2025 | 24 décembre 2024 | Inter-régions 2024-2025      | JSM Béjaïa - MO Béjaïa | 0 - 1 |                                                | Islam Bendif 57e                   |         |
| 44 | 2024-2025 | 10 mai 2025      | Inter-régions 2024-2025      | MO Béjaïa - JSM Béjaïa | 1 - 0 |                                                | Islam Bendif 58e (pen.)            |         |

| Saison  | Match | Date            | Coupe             | Rencontre              | Rés.           | Buteur(s) de la JSMB      | Buteur(s) du MOB     | Réf.    |
| ------- | ----- | --------------- | ----------------- | ---------------------- | -------------- | ------------------------- | -------------------- | ------- |
| 1964-65 | 1     |                 | 64e tour régional | MO Béjaïa - JSM Béjaïa | 1 - 1(tab 5-4) |                           |                      |         |
| 2006-07 | 2     | 29 janvier 2007 | 32e de finale     | JSM Béjaïa - MO Béjaïa | 1 - 1(tab 5-3) | Kaddour Berrami 69e (csc) | Rabie Benchergui 20e | Rapport |

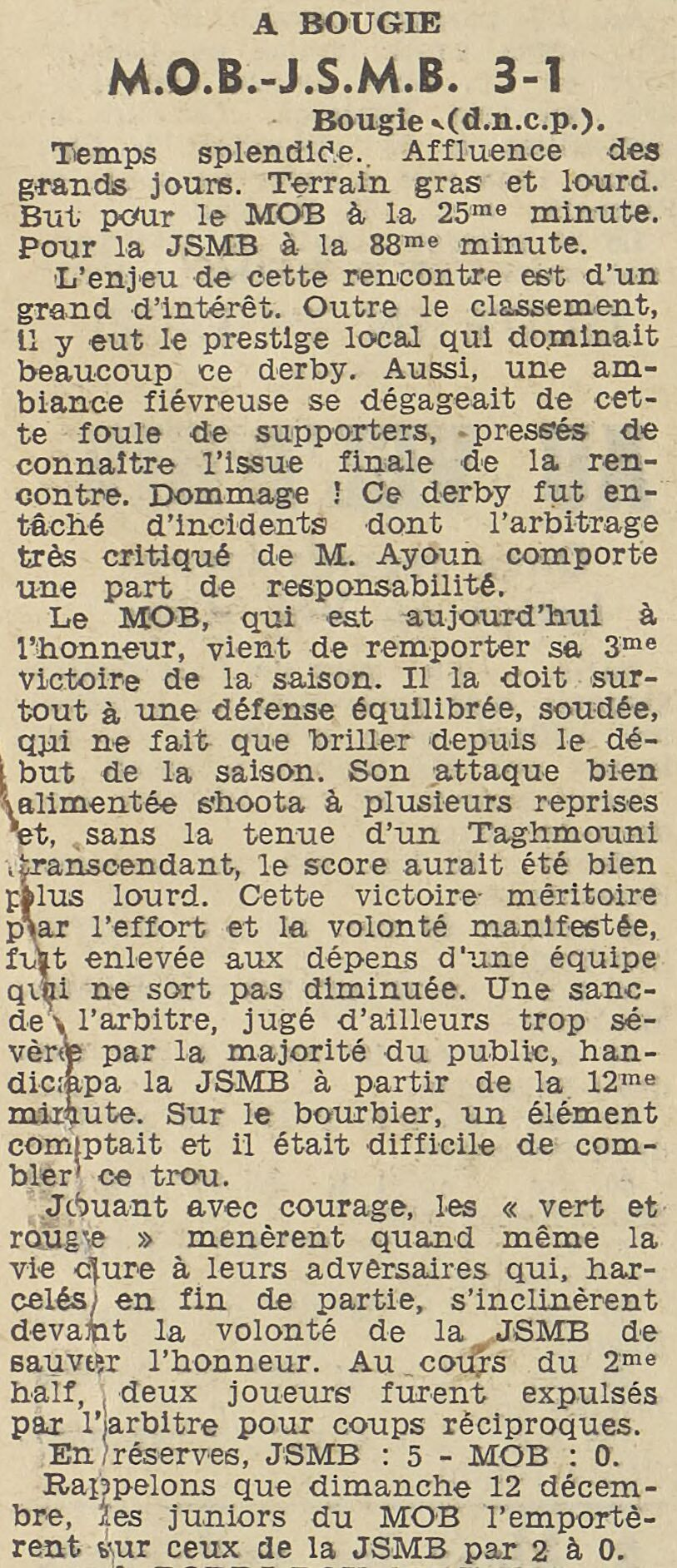
Le premier match officiel entre les deux équipes a lieu le 19 décembre 1954.
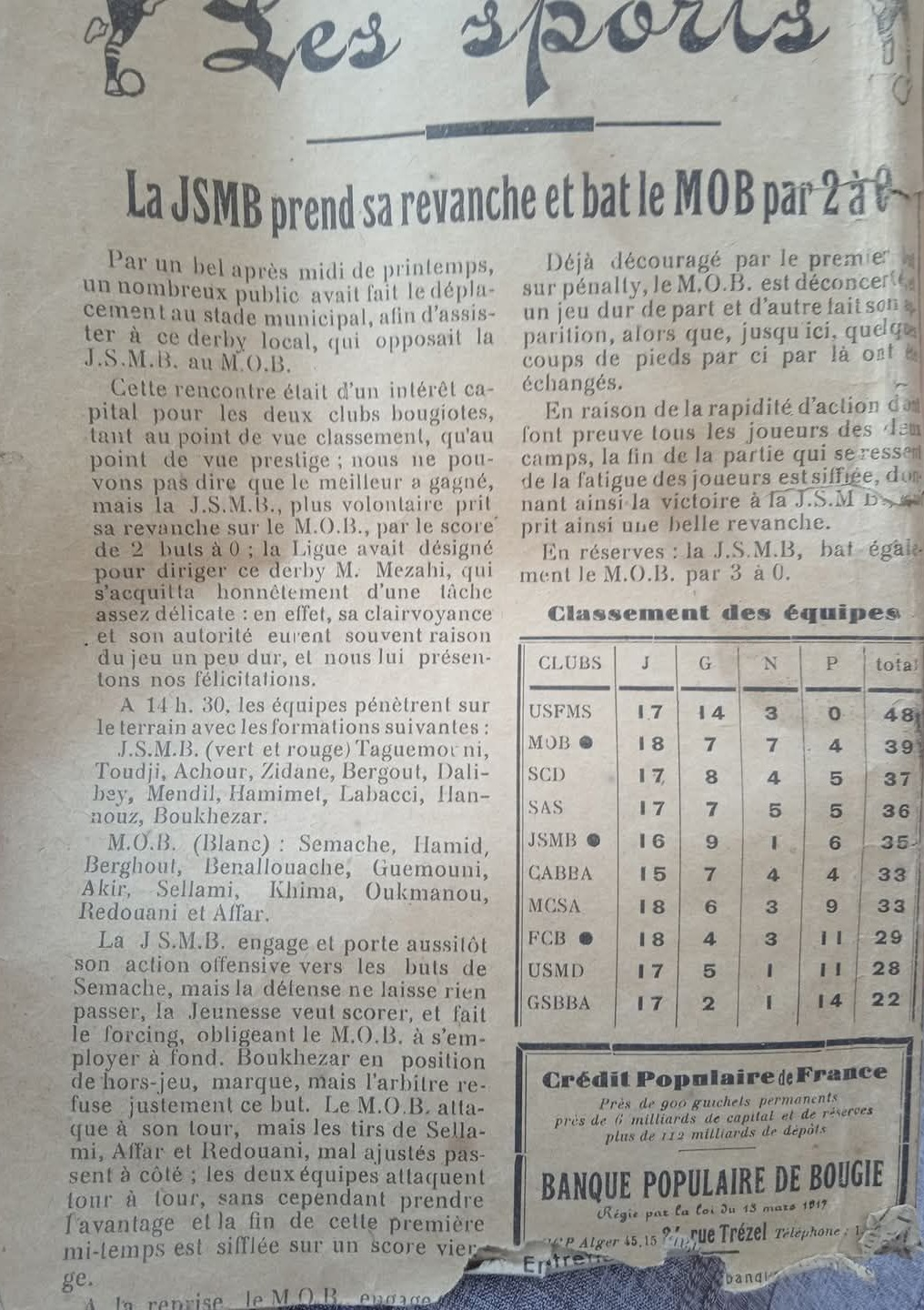
JSM Béjaïa 2-0 MO Béjaïa, le 27 mars 1955
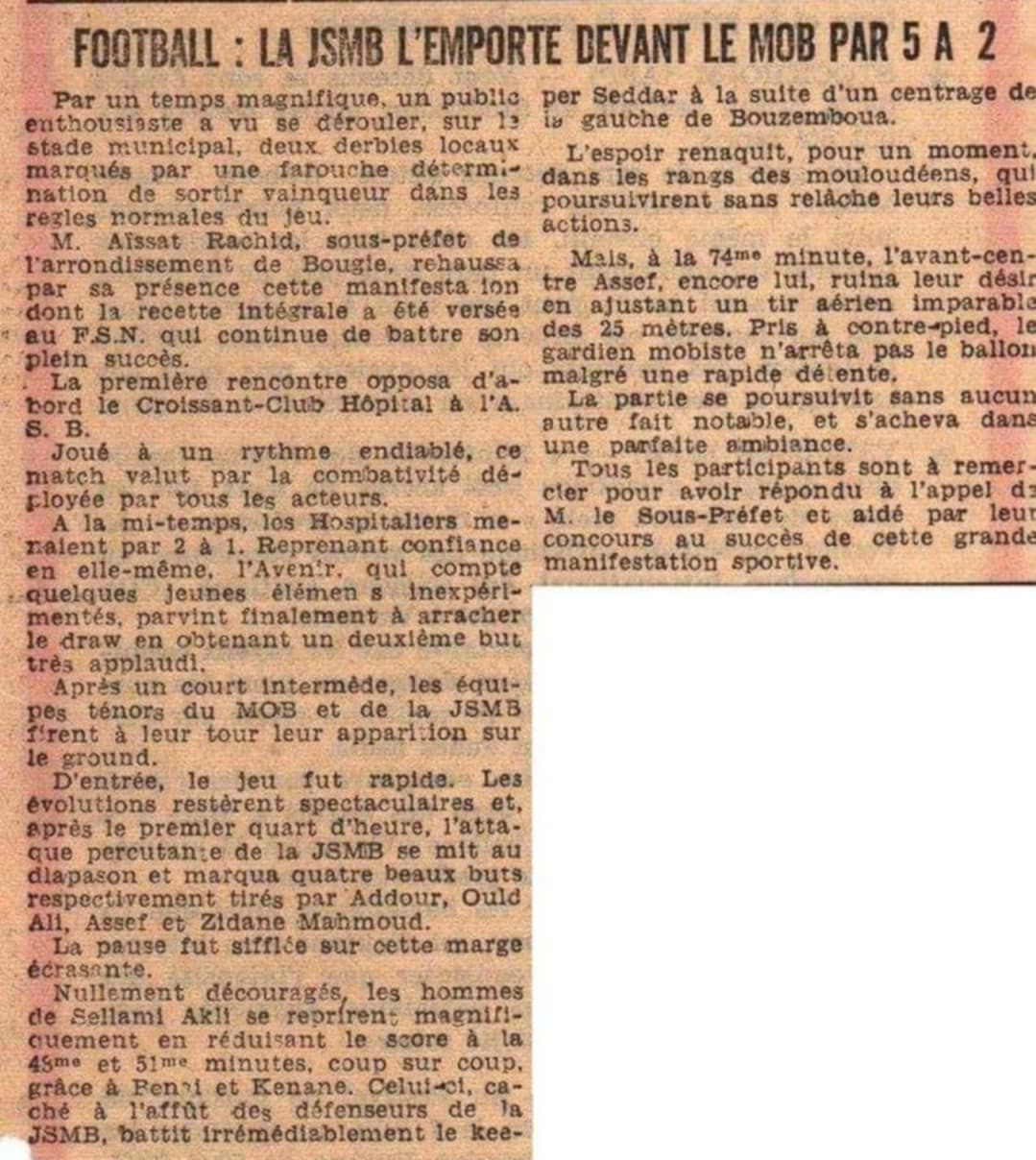
Le premier match officiel après l'indépendance.

## Statistique des confrontations
Dernière mise à jour le 14 mai 2025 
| Compétitions                | Matchs | Victoires JSMB | Matchs nuls | Victoires MOB | Buts JSMB | Buts MOB |
| --------------------------- | ------ | -------------- | ----------- | ------------- | --------- | -------- |
| Division 1                  | 2      | 1              | 1           | 0             | 1         | 0        |
| Division 2                  | 16     | 6              | 4           | 6             | 14        | 16       |
| Division 3                  | 20     | 7              | 8           | 5             | 11        | 10       |
| Division 4                  | 2      | 1              | 0           | 1             | 1         | 1        |
| Critérium d'Honneur         | 2      | 2              | 0           | 0             | 7         | 2        |
| Coupe d'Algérie             | 2      | 0              | 2           | 0             | 2         | 2        |
| Championnat (pér.coloniale) | 2      | 1              | 0           | 1             | 3         | 3        |
| Total                       | 46     | 18             | 15          | 13            | 39        | 34       |

### Série d'invincibilité
| Club       | Du                                    | Au                          | Série               |
| JSM Béjaïa | 1990 MOB 0 - 1 JSMB                   | 28 mars 2005 MOB 0 - 0 JSMB | 14 matchs (8V - 6N) |
| MO Béjaïa  | Depuis 5 novembre 2021 MOB 1 - 1 JSMB | en cours                    | 8 matchs (5V - 3N)  |